# Revolución de los Restauradores
La Revolución de los Restauradores fue un conflicto armado revolucionario producido en Buenos Aires, Argentina, en octubre de 1833, que determinó el derrocamiento del gobernador Juan Ramón Balcarce por parte de otra fracción del Partido Federal y confirmó el dominio sobre la población de Juan Manuel de Rosas.

## Antecedentes y causas
El gobierno de Juan Manuel de Rosas, vencedor de los unitarios durante la guerra civil estallada en 1828, terminó el 17 de diciembre de 1832. Fue reelegido, pero se negó a asumir luego de que la Junta de Representantes no quisiera renovarle sus Facultades Extraordinarias (es decir, el dominio sobre los poderes Legislativo y Ejecutivo). En su lugar fue elegido el general Juan Ramón Balcarce, héroe de la Guerra de Independencia de Argentina.
Balcarce comenzó su gobierno como un continuador de la política de Rosas, pero lentamente fue abandonando esa posición y aplicando medidas en contra de la tendencia rosista, con la intención de independizarse de su antecesor y acercarse a posiciones moderadas. Su parentesco político con los generales Enrique Martínez, de origen unitario, y Félix Olazábal, federal moderado, le dio el personal que necesitaba para el cambio.
Como había anunciado en su discurso de despedida, Rosas organizó una campaña al Desierto al año siguiente, contra los indígenas que en ese momento ocupaban la Patagonia entera y gran parte de Buenos Aires, con el objetivo de debilitar las fuerzas de los indígenas del sur argentino y ganarles tierras para la ganadería. Pero Balcarce, que se había comprometido a ayudar en esa empresa, negó sistemáticamente a Rosas los recursos necesarios para la campaña.
Mientras Rosas permanecía alejado de los círculos de gobierno, en el sur de la provincia, en agosto de 1832, presionados por la prensa, renunciaron a sus cargos de ministros Manuel Vicente Maza y Tomás García de Zúñiga. Balcarce nombró un nuevo ministerio, dominado por Martínez. Entre sus objetivos estaba el de dictar una constitución para la provincia, forzando de esa manera la oportunidad de sancionar una constitución nacional.
Balcarce contó con el apoyo de parte de la legislatura provincial y también de hombres de la ciudad y del campo. Ugarteche, Del Campo, Cernadas, Bustamente, Zavaleta, Rubio, Galván, Barrenechea, entre otros, se contaron entre sus apoyos. Se decía que el ministro Martínez lo dominaba por completo. Según el general Iriarte, partidario suyo, Martínez 

"…para asegurarse más y no perder a Balcarce de vista, Martínez dormía todas las noches en la Casa de Gobierno y en la misma alcoba de Balcarce, de modo que nadie podía llegar hasta la presencia de éste sin que Martínez lo reconociese con anticipación. La mayor parte de las veces pretextaba que el gobernador estaba ocupado, y cuando no le era posible impedir que lo viesen, tenía cuidado de estar él presente para imponerse de cuanto le decían."

La prensa lo acusaba de indeciso:

"El jefe de estado, hombre honrado y patriota a la verdad, pero de un genio débil e imprevisor, abrumado por el peso de los años y con las vastas atenciones de un gobierno superior a sus limitadas aptitudes, incapaz por lo tanto de proceder con energía, con la dignidad e independencia correspondientes a su alto puesto, ha cedido al influjo que ejerce en su ánimo el mismo promotor de la anarquía, y se deja conducir por él…"

En abril de 1833 se celebraron elecciones de diputados provinciales; contra lo que pretendían los partidarios de Rosas, no se logró llegar a una lista de consenso. Se presentaron dos listas, ambas encabezadas por Rosas —que, lógicamente, iba a renunciar a su cargo— pero con los demás candidatos distintos. La lista oficialista tenía una banda negra en la parte superior, por lo que los opositores los apodaron «lomos negros»
Los dirigentes de la lista de los partidarios de Rosas se llamaron a sí mismos federales apostólicos, y a sus adversarios federales cismáticos. En el rosismo militaban Tomás Manuel y Nicolás de Anchorena, Felipe Arana y Maza. En el campo, los comandantes locales eran el arma más poderosa del partido de Rosas; uno de los más destacados era el coronel Vicente González, apodado El Carancho del Monte, comandante de los Colorados del Monte, de San Miguel del Monte, cuerpo formado trece años antes por el propio Rosas.
La actividad más firme del partido apostólico, sin embargo, no la llevaban adelante los dirigentes, sino las clases pobres y los pequeños comerciantes. Detrás de la escena, pero dominándolo todo, controlando las relaciones y hasta las acciones violentas, aparecía la figura de Encarnación Ezcurra, la esposa de Rosas. Fue por su iniciativa que se formó un grupo de presión, la Sociedad Popular Restauradora, dirigida por pequeños comerciantes y oficiales del ejército.
La lista de los lomos negros ganó las elecciones, en un clima de enfrentamiento creciente.

## Desarrollo
Durante la segunda mitad del año arreció el enfrentamiento, principalmente en la prensa. Los numerosos periódicos, y los más numerosos pasquines que se publicaban en hojas sueltas, se enzarzaban en cruces de acusaciones e insultos.
El fiscal Pedro José Agrelo, un cismático, decidió el enjuiciamiento de Nicolás Mariño, director del periódico rosista "El Restaurador de las Leyes". Pero un truco ingenioso puesto en juego por los apostólicos empeoró las cosas: apareció la ciudad empapelada con carteles que anunciaban el enjuiciamiento del Restaurador de las Leyes. Ese era el título de un periódico opositor, pero era también el título que por años se había dado Rosas a sí mismo; como era de esperarse, la gente creyó que se iba a enjuiciar a Rosas.
El 11 de octubre, el público impidió el comienzo del juicio, y cuando se quiso obligarlo a desalojar los tribunales, un oficial de policía gritó a la multitud invitando a los concurrentes a reunirse en el arrabal de Barracas. Allí concurrieron los manifestantes, a los que a las pocas horas se unieron algunos centenares de soldados amotinados.
El movimiento fue ganando apoyo poco a poco, sobre todo por parte de la población urbana y de los estancieros de la provincia, simpatizantes de Rosas, y que habían aumentado su identificación con él a raíz de la Conquista que estaba realizando contra los aborígenes.
El general Agustín de Pinedo fue enviado a presionar a los sublevados, pero se pasó de bando y se puso al frente del movimiento, secundado por el general Juan Izquierdo. Las tropas de campaña sitiaron la ciudad, y en poco tiempo ésta estaba seriamente desabastecida de todo tipo de alimentos. Doña Encarnación dirigía acciones públicas de todo tipo, incluyendo ataques de hecho a partidarios del gobierno.
El gobierno esperaba que llegara carta de Rosas desde la campaña del sur, confiando en que este mantendría su tradicional actitud de respeto a la autoridad. Pero Rosas finalmente hizo llegar al ministro Martínez un mensaje en que apoyaba a los rebeldes:

"Hace algún tiempo, señor ministro, que el general infrascripto manifestó a la superioridad los peligros inmensos que corría la tranquilidad pública y orden de su campaña; y que con vista de la marcha del gobierno contra el voto bien pronunciado de la opinión pública… Ninguna, absolutamente ninguna parte tiene el infrascripto en lo que se ha hecho. Por el contrario, el público verá a su tiempo lo que ha aconsejado, escrito y trabajado para calmar la irritación. Pero cuando así ha procedido declara, sin embargo, el infrascripto, que a su juicio tienen razón sobrada los ciudadanos, y que culpable no es la población que armada en masa exige el cumplimiento de las leyes y pide lo que con tan peligrosa injusticia se le ha estado negando. El infrascripto habla con el debido respeto: ¿qué ha hecho la representación provincial? ¿Por qué no se separan del gobierno personas que no merecían la confianza pública, que no marchaban por la senda de la ley, que han dado pábulo al desenfreno de la prensa…? El infrascripto… respeta la opinión pública universalmente proclamada; no tomará las armas en su oposición ni ordenará lo que pueda contrariarla; y se unirá a sus filas en su ayuda, toda vez que los amotinados de diciembre (de 1828) sean armados en su contra…"

## Final y consecuencias
El 28 de octubre, en las márgenes del arroyo Maldonado, Manuel Olazábal, comandante en Jefe de las fuerzas de la caballería de Buenos Aires, derrotó a los rosistas, al mando del coronel Martín Hidalgo.
Pero la carta de Rosas significaba que el gobierno estaba solo, y que el general ayudaría a los revolucionarios. Tras un último intercambio de mensajes entre Balcarce y Pinedo, el gobernador presentó su renuncia el 4 de noviembre.
La Junta de Representantes le propuso el cargo a Rosas, pero este lo rechazó porque no contemplaba las facultades extraordinarias, las que, según su punto de vista, eran vitales para poner en orden la provincia. Finalmente fue designado gobernador interino el general Juan José Viamonte, quien no había apoyado en la crisis a ninguna de las dos facciones del Partido Federal. Por lo tanto, tenía aún menos poder e iniciativa que Balcarce.
Bajo su gobierno, la Sociedad Popular Restauradora organizó una fuerza de choque, formada por dos cuerpos de policías volantes con muy amplias atribuciones, La Mazorca. Sus comandantes eran Ciriaco Cuitiño y Andrés Parra. La Mazorca atacó las viviendas de notorios partidarios del gobierno depuesto, y hasta la del embajador francés. Antes de fin de año, muchos de los lomos negros más destacados habían emigrado a Montevideo. Se pasarían a la oposición decidida a Rosas y se unirían a los unitarios en su lucha contra él a fines de esa década.
Cualquier posible oposición en la ciudad pasó a ser controlada por la Mazorca y, en el campo, los comandantes pudieron actuar sin límites contra toda disidencia. El Partido Federal no solo no volvió a tolerar disidencias externas, sino que consideró como traición cualquier gesto de independencia frente a Rosas.
Viamonte renunció al año siguiente y, tras el interinato de Maza, en 1835 asumió nuevamente el gobierno Juan Manuel de Rosas. No solo con las «facultades extraordinarias», sino con la «suma del poder público» y sin oposición posible.